# OSA-Bucht
Die OSA-Bucht ist eine Nebenbucht der Yule Bay an der Pennell-Küste des ostantarktischen Viktorialands. Westlich des Tapsell Foreland stellt sie den Einlass des O’Hara-Gletschers in die Yule Bay dar.
Wissenschaftler der deutschen Expedition GANOVEX I (1979–1980) nahmen ihre Benennung vor. Das Kürzel OSA steht für Offshore Supply Association, eine damalige Tochtergesellschaft der DDG „Hansa“ und der VTG AG, von der das ursprünglich als Versorger gebaute Expeditionsschiff Schepelsturm gechartert war.